# سیجی یوکویاما
سیجی یوکویاما (انگلیسی: Seiji Yokoyama; ۱۷ مارس ۱۹۳۵ – ۸ ژوئیهٔ ۲۰۱۷) موسیقی‌دان اهل ژاپن بود.